# Janne Krantz
Jan "Janne" Krantz, född 22 juni 1949, är en svensk musiker och underhållare. 
På 1960-talet startade han, influerad av Rolling Stones och Beatles, en popgrupp. Krantz var förgrundsfigur i musikgruppen Iggesundsgänget från 1973 till 2003.
Han behärskar flera musikinstrument, bland annat gitarr och fiol och har gjort sig känd som skicklig historieberättare.
Efter åren med Iggesundsgänget framträder han tillsammans med basisten Robert Damberg under namnet Janne Krantz med bas.